# Phaonia rufipalpis
Phaonia rufipalpis är en tvåvingeart som först beskrevs av Macquart 1835.  Phaonia rufipalpis ingår i släktet Phaonia och familjen husflugor. Arten är reproducerande i Sverige. Inga underarter finns listade i Catalogue of Life.